# Łysohirka (przystanek kolejowy)
Łysohirka (ukr. Лисогірка) – przystanek kolejowy w miejscowości Łysohirka, w rejonie podolskim, w obwodzie odeskim, na Ukrainie. Położony jest na linii Żmerynka – Odessa.